# Întreprinderea Textilă Suveica
Întreprinderea Textilă Suveica București a fost o companie producătoare de prosoape din România.
Este înființată în 1893, ca societate anonimă de țesături textile, apoi ca manufactură și este împărtită în trei unități, în cartiere diferite.
Compania a vea 1.350 de angajați în anul 1990.
În anul 1993, compania a devenit SC Frottierex SA, societate comercială cu capital de stat.
În anul 1995 a fost privatizată prin metoda MEBO.
În anul 2005, Frottierex era unul dintre cele mai importante nume în producția de țesături tip frotier din România.
În anul 2006, compania a dat faliment, iar în prezent pe terenul fabricii se află proiectul rezidențial Washington Residence.
Pe terenul companiei din zona Obor, astăzi se află proiectul rezidențial Rose Garden.